# 夏軻孚、孫靖綁架案
夏軻孚、孫靖綁架案發生於當地時間2024年6月20日，兩名分屬兩家中華人民共和國醫療器材公司企業高管夏軻孚和孫靖在菲律賓遭不明身份的綁匪綁架及撕票。由於遇害者分別是中國和美國公民，中华人民共和国公安部、美國聯邦調查局聯合菲律賓警察反綁架大隊調查此案。

## 遇害者
綁架案的目標是兩家中國醫療器材公司企業高管，分別是：夏軻孚，39歲，中國湖南省沅江市人，是蘇州潤邁德醫療科技有限公司的國際行銷總監；孫靖，45歲，美籍華人，孫氏在北京出生，於美國就學，從事醫療器材生意，為雅培中国区負責人。兩人在2024年5月的法國巴黎歐洲心血管介入會議（EuroPCR）上相識，並計劃共同拓展菲律賓市場。

## 綁架
2024年5月14日，在法國巴黎歐洲心血管介入會議中，孫靖結識一名自稱是菲律賓Meder醫療器材公司經銷商，化名為「李娜」的綁架集團成員陳妤瑄，並介紹給夏軻孚。陳妤瑄謊稱其老闆姓洪，是知名菲律賓華裔福建商人，由於其曾幫助新任菲律賓總統邦邦·馬可斯上台，所以該國政府給予其為當局採購醫療器械。據遇害者家屬稱，該自稱「李娜」的人口吻專業，熟知醫療商務事務。「李娜」向兩人發出邀請函邀請兩人前往菲律賓考察業務。
夏軻孚和孫靖於6月20日下午搭乘菲律賓航空PR359班機由北京前往馬尼拉，兩人原訂在考察當地業務後於6月23日回程。當日下午18時，兩人到達馬尼拉，陳妤瑄提供專車接送，其後兩人失去聯絡。20日晚直到21日上午，兩人的家人及助理多次打電話和傳訊息給兩人，均無人回覆。
21日約16時，孫靖透過微信聯絡助理，聲稱「這邊出了點兒問題」，「輸了幾手牌」，要求助理將1500萬人民幣轉換成泰達幣匯入指定戶口。其助理試圖用影像通話但遭拒絕，孫靖要求至少在22日下午17時前向其親友籌至少500萬人民幣，而且不可聲張。孫靖的要求引起助理懷疑，因為孫靖從不打牌，助理猜測孫靖已遭綁架。
21日早，夏家陸續收到夏軻孚和綁匪的微信電話，聲稱夏軻孚輸牌，要求500萬人民幣，夏家稱可於1小時內付款，但綁匪在下一通電話加價至2500萬人民幣。夏家在電話中得知夏軻孚受到虐待，便向中國警察、中國駐菲律賓大使館和菲律賓警察報警，菲律賓警察將此案轉介到菲律賓警察反綁架大隊。
綁架操具閩南話口音的普通話，其稱只使用8至10分鐘通話時數限制的電話戶口，以防被偵測，並以此理由拒絕家屬以先付小額金錢換取與人質對話的提議。夏家向綁匪交涉後將贖金定在300萬人民幣，並將之轉換成泰達幣匯入指定戶口。綁匪稱先付150萬人民幣便將人質安置在家屬可目及的地方，再付150人民幣就會放人。
23日15時13分，孫靖留下最後一通與家屬的訊息，要求先付部份贖金。24日中午12時，這是綁架限定交贖金的最後限期，綁匪稱菲律賓警察會在週一上班，所以他們會在此限期後「收攤」，而且聲稱收到錢一定放人。
24日晚，夏軻孚和孫靖的屍體被發現於南甘馬粦省薩格奈鎮帕蒂蒂南村的湖邊處。屍檢顯示兩人生前受到嚴重虐待，死因為窒息至死，兩人的屍體被蓄意「以專業手段」去除綁匪留下的指紋和毛髮痕跡。而兩人的屍體在屍檢後被就地火化。

## 後續
6月27日，夏軻孚和孫靖的家屬前往菲律賓辦理後事，夏軻孚於7月1日在北京舉行追悼會後於家鄉安葬；而孫靖則在7月6日於北京舉行追悼會。
由於遇害者分別是中國和美國公民，中國公安部、美國聯邦調查局聯合菲律賓警察反綁架大隊調查此案。菲律賓警察反綁架大隊稱已掌握涉案綁匪之線索。
菲律賓警方指，綁架案中的疑犯「李娜」是「外籍華人」，而且與多宗綁架案有關，其在案後不在菲律賓境內。

### 逮捕
7月3日，菲律賓警方在馬尼拉大都會帕賽市拘捕一名孕婦，指控其為綁架集團頭目，而且與夏軻孚、孫靖綁架案有關。
9月22日，化名「李娜」的陳妤瑄（1980年5月7日—）於韓國首爾被韓國警方逮捕。《香港01》報導指，陳妤瑄來自台灣。由於中華人民共和國和韓國有引渡條約，其將被引導回中國大陸。《香港01》引用中國大陸媒體稱，綁架案主犯在美國落網，是一名中華人民共和國籍人士，並承認犯罪事實。菲律賓警方稱，他們已經掌握另外8名涉嫌參與綁架案的疑犯身份，他們當中包括有菲律賓人及外籍人士，警方表示會對他們提出起訴。

## 反應
中華人民共和國外交部發言人毛寧稱已敦促菲方全力偵辦案件，要求其採取有效措施保護在菲中國人的安全。中方將為遇害者家屬提供協助。
華裔菲律賓活動家和學者洪玉華認為此綁架案與數年前的塞浦路斯華商綁架案相似，可能是國際犯罪集團所為。